# 18 mai 1934
Le vendredi 18 mai 1934 est le 138e jour de l'année 1934.

## Naissances
- Bernard Momméjat (mort le 9 décembre 2011), joueur français de rugby à XV
- Don Bachardy, peintre américain
- Dwayne Hickman, acteur américain
- Jack Ashford, musicien américain
- Jacques Matabisi (mort le 27 août 1996), homme politique congolais
- John Adair, spécialiste britannique du leadership
- Marcel Herriot (mort le 14 septembre 2017), prélat catholique français
- Michel Tylinski (mort le 22 mars 2003), joueur français de football

## Décès
- Louise Grandjean (née le 27 septembre 1870), artiste lyrique française, soprano

## Événements
- Sortie du film franco-allemand La dactylo se marie